# Rhus allophyloides
Rhus allophyloides är en sumakväxtart som beskrevs av Standley. Rhus allophyloides ingår i släktet sumaker, och familjen sumakväxter. Inga underarter finns listade i Catalogue of Life.